# Derolus somalicus
Derolus somalicus es una especie de escarabajo longicornio del género Derolus, tribu Cerambycini, subfamilia Cerambycinae. Fue descrita científicamente por Gahan en 1900.

## Descripción
Mide 13-20 milímetros de longitud.

## Distribución
Se distribuye por Kenia y Somalia.